# Jacek Giezek
Jacek Wojciech Giezek (ur. 10 czerwca 1958 we Wrocławiu) – polski prawnik, adwokat, profesor nauk prawnych, specjalista z zakresu prawa karnego materialnego, nauczyciel akademicki Uniwersytetu Wrocławskiego.

## Życiorys
W 1981 ukończył studia prawnicze na Wydziale Prawa i Administracji Uniwersytetu Wrocławskiego. Na tym samym wydziale w 1987 otrzymał stopień naukowy doktora nauk prawnych (na podstawie pracy Okoliczności wpływające na sędziowski wymiar kary napisanej pod kierunkiem Tomasza Kaczmarka), a w 1995 na podstawie dorobku naukowego oraz rozprawy pt. Przyczynowość oraz przypisanie skutku w prawie karnym uzyskał stopień naukowy doktora habilitowanego nauk prawnych; specjalność: prawo karne. Został profesorem nadzwyczajnym Wydziału Prawa, Administracji i Ekonomii Uniwersytetu Wrocławskiego. W 2015 prezydent RP Bronisław Komorowski nadał mu tytuł naukowy profesora nauk prawnych.
W roku 1997 został wpisany na listę adwokatów. Jest przewodniczącym Komisji Etyki oraz wiceprzewodniczącym Komisji Legislacyjnej przy Naczelnej Radzie Adwokackiej. Od 2015 roku pełni funkcję kierownika Katedry Prawa Karnego Materialnego na Wydziale Prawa, Administracji i Ekonomii Uniwersytetu Wrocławskiego. Autor lub współautor około 150 publikacji naukowych z zakresu prawa karnego.

## Wybrane publikacje
- Okoliczności wpływające na sędziowski wymiar kary, Wrocław 1989
- Przyczynowość oraz przypisanie skutku w prawie karnym, Wrocław 1994
- Odpowiedzialność cywilna i karna w spółkach prawa handlowego, Warszawa 1994 (współautor: D. Wnuk)
- Świadomość sprawcy czynu zabronionego, Warszawa 2013[6]